# Circuit Franco-Belge 1999
Il Circuit Franco-Belge 1999, sessantunesima edizione della corsa, si svolse dal 2 al 4 luglio 1999 su un percorso di 514 km ripartiti in 4 tappe, con partenza da Ramegnies-Chin e arrivo a Tournai. Fu vinto dal danese Tayeb Braikia della Acceptcard Pro Cycling davanti al belga Bert Roesems e al tedesco Andreas Klier.

## Tappe
| Tappa  | Data     | Percorso                              | km    | Vincitore di tappa | Leader cl. generale |
| ------ | -------- | ------------------------------------- | ----- | ------------------ | ------------------- |
| 1ª     | 2 luglio | Ramegnies-Chin > Mont-de-l'Enclus     | 179,3 | Tayeb Braikia      | Tayeb Braikia       |
| 2ª     | 3 luglio | Bondues > Bailleul                    | 172,2 | Sergej Jakovlev    | Tayeb Braikia       |
| 3ª     | 4 luglio | Jurbise > Jurbise (cron. individuale) | 12,2  | Bert Roesems       | Tayeb Braikia       |
| 4ª     | 4 luglio | Jurbise > Tournai                     | 150,2 | Tayeb Braikia      | Tayeb Braikia       |
| Totale | Totale   | Totale                                | 514   |                    |                     |

## Dettagli delle tappe

### 1ª tappa
- 2 luglio: Ramegnies-Chin > Mont-de-l'Enclus – 179,3 km

| Pos. | Corridore         | Squadra         | Tempo    |
| ---- | ----------------- | --------------- | -------- |
| 1    | Tayeb Braikia     | Acceptcard      | 4h20'05" |
| 2    | Miquel van Kessel | TVM             | a 4"     |
| 3    | Karel Vereecke    | Vlaanderen 2002 | a 5"     |

| Pos. | Corridore     | Squadra    | Tempo |
| ---- | ------------- | ---------- | ----- |
| 1    | Tayeb Braikia | Acceptcard |       |

### 2ª tappa
- 3 luglio: Bondues > Bailleul – 172,2 km

| Pos. | Corridore       | Squadra           | Tempo    |
| ---- | --------------- | ----------------- | -------- |
| 1    | Sergej Jakovlev | Besson Chaussures | 3h54'55" |
| 2    | Tayeb Braikia   | Acceptcard        | a 1"     |
| 3    | Niko Eeckhout   | Palmans-Ideal     | s.t.     |

| Pos. | Corridore     | Squadra    | Tempo |
| ---- | ------------- | ---------- | ----- |
| 1    | Tayeb Braikia | Acceptcard |       |

### 3ª tappa
- 4 luglio: Jurbise > Jurbise (cron. individuale) – 12,2 km

| Pos. | Corridore     | Squadra      | Tempo  |
| ---- | ------------- | ------------ | ------ |
| 1    | Bert Roesems  | Tonissteiner | 14'20" |
| 2    | Michael Rich  | Gerolsteiner | a 9"   |
| 3    | Tayeb Braikia | Acceptcard   | a 17"  |

| Pos. | Corridore     | Squadra    | Tempo |
| ---- | ------------- | ---------- | ----- |
| 1    | Tayeb Braikia | Acceptcard |       |

### 4ª tappa
- 4 luglio: Jurbise > Tournai – 150,2 km

| Pos. | Corridore         | Squadra    | Tempo    |
| ---- | ----------------- | ---------- | -------- |
| 1    | Tayeb Braikia     | Acceptcard | 3h26'06" |
| 2    | Marcin Gebka      | Mroz       | a 1"     |
| 3    | Miquel van Kessel | TVM        | s.t.     |

| Pos. | Corridore     | Squadra      | Tempo     |
| ---- | ------------- | ------------ | --------- |
| 1    | Tayeb Braikia | Acceptcard   | 11h55'23" |
| 2    | Bert Roesems  | Tonissteiner | a 18"     |
| 3    | Andreas Klier | TVM          | a 41"     |

## Classifiche finali

### Classifica generale
| Pos. | Corridore           | Squadra                       | Tempo     |
| ---- | ------------------- | ----------------------------- | --------- |
| 1    | Tayeb Braikia       | Acceptcard Pro Cycling        | 11h55'23" |
| 2    | Bert Roesems        | Tonissteiner-Colnago          | a 18"     |
| 3    | Andreas Klier       | TVM-Farm Frites               | a 41"     |
| 4    | Miquel van Kessel   | TVM-Farm Frites               | a 44"     |
| 5    | Jacob Moe Rasmussen | Acceptcard Pro Cycling        | a 55"     |
| 6    | Remco van der Ven   | TVM-Farm Frites               | s.t.      |
| 7    | Peter Schep         |                               | a 57"     |
| 8    | René Haselbacher    | Gerolsteiner                  | a 1'01"   |
| 9    | Zbigniew Piatek     | Mroz                          | a 1'02"   |
| 10   | Sergej Jakovlev     | Besson Chaussures-Nippon Hodo | a 1'04"   |